# Oregon Route 131

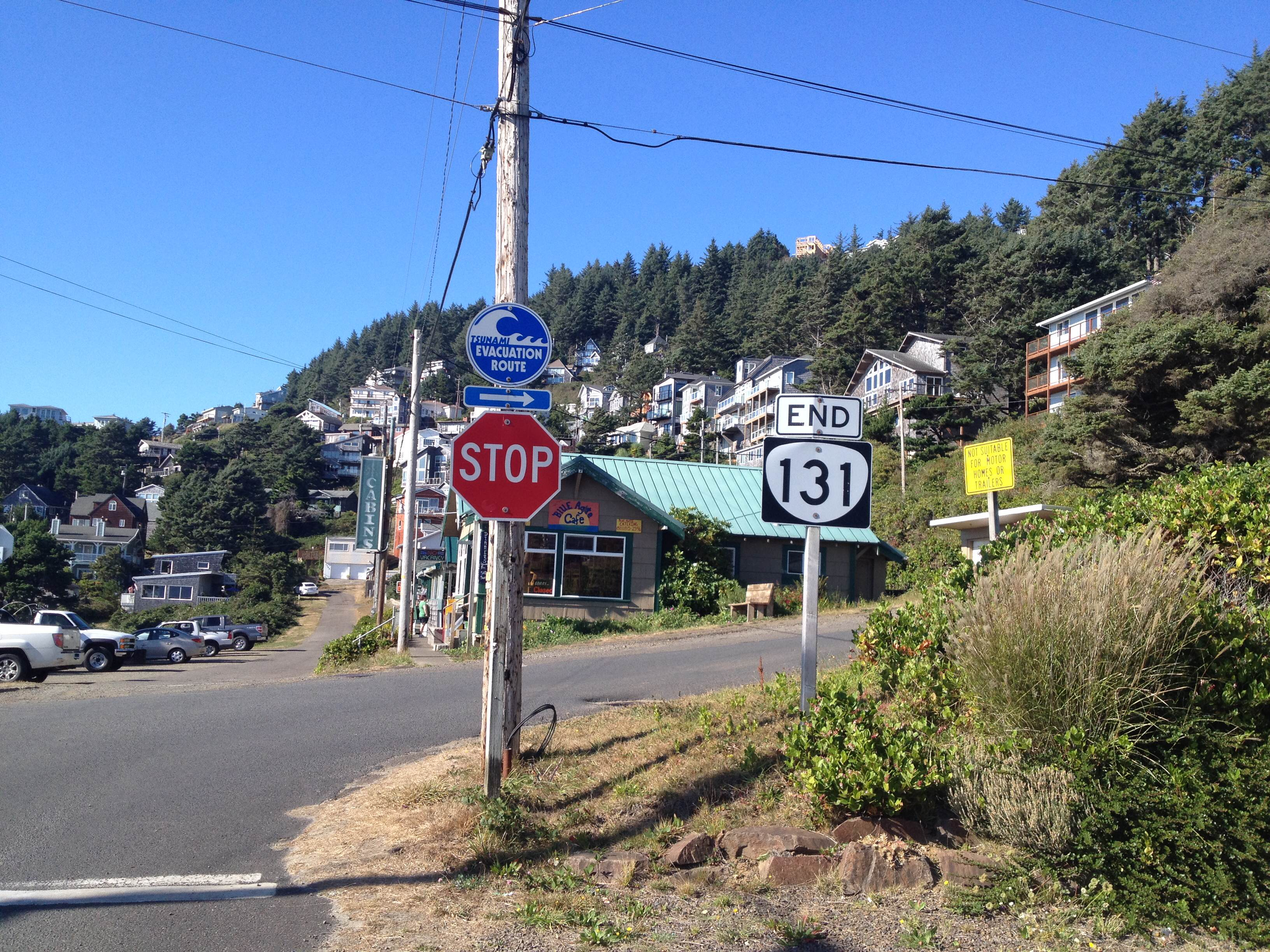
Az út nyugati vége

Az Oregon Route 131 (OR-131) egy oregoni állami országút, amely kelet–nyugati irányban az oceanside-i Cape Meares Loop, valamint a U.S. Route 101 és az Oregon Route 6 tillamooki találkozása között halad.
A szakasz Netarts Highway No. 131 néven is ismert.

## Leírás
A szakasz az oceanside-i Cape Meares Loopnál kezdődik déli irányban. Netartsba érve az út keletre fordul, majd a Tillamook- és Trask-folyókat keresztezvén Tillamookba érkezik, ahol a US 101 és az OR 6 csomópontjához érkezik, ahonnan Astoria és Portland felé lehet továbbhaladni.